# Simon Akwali Okafor
Simon Akwali Okafor (* 16. November 1934 in Ifitedunu; † 29. August 2014) war Bischof von Awka.

## Leben
Simon Akwali Okafor empfing am 21. Juli 1963 die Priesterweihe. Er war ein anerkannter Erziehungswissenschaftler und Provost der Anambra State College of Education. 
Papst Johannes Paul II. ernannte ihn am 11. November 1994 zum Weihbischof in Awka und Titularbischof von Augurus. Der Präsident des Päpstlichen Rates für den Interreligiösen Dialog, Francis Kardinal Arinze, weihte ihn am 30. Mai desselben Jahres zum Bischof; Mitkonsekratoren waren Albert Kanene Obiefuna, Erzbischof von Awka, und Felix Alaba Adeosin Job, Bischof von Ibadan. Sein bischöfliches Motto war „Non ministrari sed ministrare“.
Am 9. September 1994 wurde er zum Bischof von Awka ernannt. Am 28. Januar 2010 nahm Papst Benedikt XVI. sein altersbedingtes Rücktrittsgesuch an.

## Schriften
- Pieper's Theory of Festivity: Toward a Philosophy of Nigerian Education, Columbia University 1982
- Philosophy of Education for Beginners, Network Publishers Limited 1988, ISBN 9782380059, zusammen mit Fred Quist
- Selected Writings of Rt. Rev. Msgr. Dr. S.A. Okafor: 1963-1989, Veritas Press 1989
- The Catholic School at the Threshold of the Third Millennium, Fides Publications 1998